# Programovatelná kalkulačka
Programovatelná kalkulačka nebo též programovatelný kalkulátor je kalkulačka, do níž může její uživatel vkládat vlastní programy. Programovatelné kalkulačky se objevily na konci 70. let 20. století. V současnosti (psáno 2013) je možnost programování často součástí vybavení grafických kalkulaček.
Programovatelné kalkulačky různých výrobců jsou vybaveny různými programovacími jazyky. Mohou to být dialekty jazyka BASIC, varianty dalších rozšířených programovacích jazyků, nebo proprietární jazyky konkrétních výrobců.